# Swing it, magistern!
Swing it magistern! är en  svensk musikalisk komedifilm från 1940 i regi av Schamyl Bauman. I huvudrollerna ses Adolf Jahr och Alice Babs. Filmen fick 1941 en uppföljare, Magistrarna på sommarlov.

## Handling
Alice Babs spelar skolflickan Inga Danell och Adolf Jahr hennes musiklärare, lektor Bergman. Skolan drivs av rektorn Agda Löfbeck, en gammaldags kvinna som gör allt för att stoppa den moderna swingmusiken som Inga och magistern ägnar sig åt på kvällarna. På dansrestaurangen Shanghai sjunger nämligen Inga under namnet Linda Loy och lektor Bergman spelar piano i jazzorkestern.

## Om filmen
Filmen premiärvisades den 21 december 1940 på biograf Royal i Stockholm. Inspelningen av filmen skedde med ateljéfilmning vid Sandrew-Ateljéerna i Stockholm av Hilmer Ekdahl. Filmen blev Alice Babs stora genombrott som skådespelare och sångare.
Swing it magistern! har visats i SVT flera gånger, bland annat 2019, 2021 och i juni 2025.

## Rollista i urval
- Adolf Jahr – lektor Bergman, "Susen", sånglärare
- Alice Babs – Inga Danell, "Linda Loy", skolflicka
- Solveig Hedengran – Lena Larsson, gymnastiklärarinna
- Carl Hagman – William, rektorn
- Viran Rydkvist – Agda Löfbeck, rektorskan
- Thor Modéen – Karl-Otto Löfbeck, adjunkt och fysiklärare, Agda Löfbecks bror
- John Botvid – Gustafsson, skolvaktmästare
- Georg Funkquist – Furubeck, lektor i franska
- Linnéa Hillberg – fru Danell, Ingas mamma
- Julia Cæsar – fröken Jonsson, skolkökslärarinna
- Åke Johansson – Axel "Acke" Danell, Ingas bror
- Nils Hallberg – Göran, elev
- Ulla Hodell – Sonja Holmqvist, elev
- Britt Hagman – Olga Pettersson, elev
- Ragnar Planthaber – "Plantan", elev
- Kaj Hjelm – "Smutte" Lindström, elev
- Bert Sorbon – Ture Andersson, elev

## Mottagande
I Aftonbladet ställde sig filmrecensenten Filmson tveksam och menade att "Filmen rör sig om modern skolungdom med dess fel och förtjänster och det vare min skalliga ringhet fjärran att ens våga antyda huruvida dess swingtrudelutter höra till det ena eller det andra slaget. Det enda man med visshet kan säga är att den sortens barnsjukdomar gå över precis som mässlingen och röda hund.". 
I Dagens Nyheter var filmrecensenten "O R-t" positiv och skrev: "Det var verkligen roligt att få en svensk film om vilken man med gott samvete kan säga att den i sin genre är nära på idealisk. [...] Här har Schamyl Bauman levererat en sak som är både underhållande, välgjord, intelligent, rolig, ja, bitvis till och med riktigt kvick.".
Filmrecensenten Larz i Stockholms-Tidningen var också positiv och skrev "Hur skickligt har inte producenterna dykt in mitt i den moderna skolungdomen och fångat dess egen melodi, som går i swing! Alla pedagoger borde gå och se den, reta sig över ungdomens respektlöshet – och ta sig en tankeställare." 

## Musik i filmen
- Quick-foxtrot kompositör: Eskil Eckert-Lundin, instrumental
- Videvisan kompositör: Alice Tegnér, text:  Zacharias Topelius
- Svarta Rudolf kompositör: Robert Norrby, text: Erik Axel Karlfeldt, sång Bert Sorbon
- Ich bin von Kopf bis Fuss auf Liebe angestellt kompositör: Friedrich Hollaender, text: Svasse Bergqvist
- Sjungom studentens lyckliga dag kompositör: Prins Gustav, text: Herman Sätherberg, sång Åke Johansson
- Swing it, magistern kompositör: Kai Gullmar, text: Hasse Ekman sång Alice Babs och Adolf Jahr
- Min kärlek till dej kompositör: Sten Axelson
- Swing Ling-Lej kompositör: Thore Ehrling och Eskil Eckert-Lundin, text: Hasse Ekman, sång Alice Babs
- Gymnastikrepetition kompositör: Eskil Eckert-Lundin, instrumental
- Regntunga skyar kompositör: Thore Ehrling och Eskil Eckert-Lundin, text: Hasse Ekman, sång Alice Babs och Adolf Jahr
- Fria preludier kompositör: Adolf Jahr, instrumentalist Adolf Jahr (piano)
- Paris kompositör: Ingrid Muschkin
- Swing kompositör: Thore Ehrling
- Oh Boy, Oh Boy kompositör: Sten Axelson text: Hasse Ekman, sång Alice Babs
- Engelbrektsmarschen, instrumental
- Pojkmarsch kompositör: Harry Lundahl, Instrumental.
- Là ci darem la mano. Ur Don Giovanni kompositör: Wolfgang Amadeus Mozart, sångare Ragnar Planthaber och Ulla Hodell

## DVD
Filmen gavs ut på DVD 2008 och 2014.